# Trithemis bredoi
Trithemis bredoi е вид водно конче от семейство Libellulidae. Видът не е застрашен от изчезване.

## Разпространение
Разпространен е в Гана, Демократична република Конго, Кот д'Ивоар, Нигерия и Сиера Леоне.